# هشیاری (اعتیاد)

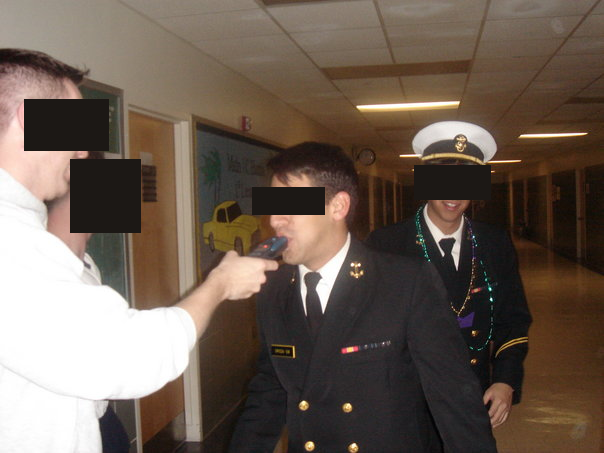
یک ناوآموز که جهت تعیین هشیاری خود، به صورت تصادفی مورد آزمایش الکل‌سنجی تنفسی قرار گرفته است.

هشیاری حالتی بدون هر سطح قابل اندازه‌گیری یا اثرات قابل اندازه‌گیری از الکل یا دیگر مواد دارویی است. همچنین هشیاری را به عنوان حالت طبیعی موجودات انسانی هنگام تولد در نظر می گیرند. سازمان‌های مخالف مصرف الکل، هشیاری را به عنوان یک هنجار اجتماعی، مورد تشویق قرار داده اند. در وضعیت‌های درمانی، هشیاری به حالتی گفته می شود که شخص به استقلال از مصرف الکل دست یابد. لذا پرهیز پایدار پیش نیازی برای هشیاری است.

## پیوندهای بیرونی
- Sobriety information website with links to several recovery organizations
- Sobriety information website with links to sober living organizations
- Sobriety information website and forum for Alcoholics and Narcotics Anonymous
- Wiktionary on the word